# مرصع (زينة)

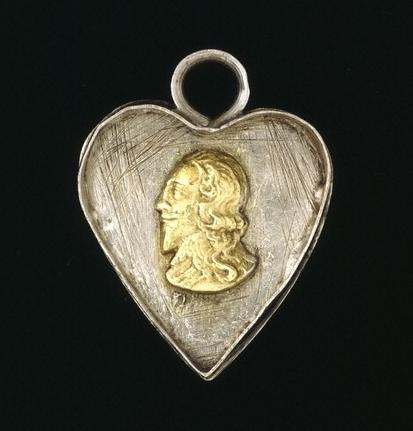
مُرَصَّع من أواخر القرن السابع عشر تصور رأس الملك تشارلز الأول (حكم من 1625 إلى 1649)

المُرَصَّع أو المِنجد قلادة تُفتح لتكشف عن مساحة لتخزين صورة أو أي عنصر صغير آخر مثل خصلة شعر. تُهدى المراصع لأحبائهم في مناسبات مثل عيد الحب وحفلات التعميد والزفاف، وربما الجنازات. تاريخياً، فتحت المراصع لتكشف عن صورة مصغرة .
يُلبس المُرَصَّع عمومًا على سلاسل حول الرقبة وكثيراً ما تحمل صورة الشخص الذي أعطاه إياها، أو قد تشكل جزءًا من سوار ساحر. تأتي في العديد من الأشكال كالأشكال البيضاوية أو القلوب أو الدوائر وعادة ما تكون مصنوعة من معادن ثمينة مثل الذهب أو الفضة التي تليق بمكانتها كمجوهرات مزخرفة.
تحتوي المُرَصَّعة على صورة واحدة وربما اثنتين، لكن بعضها قد يتّسع ثماني صور وذلك حسب الطلب من الصانع. تُصمّم بعض المراصع على أنها دوارة، حيث يتم السلسلة على خطاف دوار يُعلّق فيه المرصع وتكون حرة لتدور.
قد تُصمّم المراصع باستخدام لوح زجاجي في المقدمة بحيث تتيح رؤية ما بداخلها دون فتحها.
نوع آخر من المراصع يُصنعُ مُخرّماً مع وسادة صغيرة في المنتصف تُضاف إليها بضع قطرات من العطر. كانت مراصع العطور شائعة في العصور عندما كانت النظافة الشخصية مقيدة وكان يستخدم العطور ذات الرائحة الحلوة لإخفاء رائحة الشخص أو رفاقه.